# Mordellistena ghanii
Mordellistena ghanii is een keversoort uit de familie spartelkevers (Mordellidae). De wetenschappelijke naam van de soort is voor het eerst geldig gepubliceerd in 1974 door Franciscolo.